# Молыбая Оразалиева
Молыбая Оразалиева (каз. Молыбай Оразалиев, до 2007 г. — Кызылказахстан) — село в Сайрамском районе Туркестанской области Казахстана. Входит в состав Колкентского сельского округа. Код КАТО — 515265400.

## Население
В 1999 году население села составляло 794 человека (382 мужчины и 412 женщин). По данным переписи 2009 года, в селе проживало 890 человек (452 мужчины и 438 женщин).